# Estudi Mary Callery
L'Estudi Mary Callery és una obra de Cadaqués (Alt Empordà) inclosa a l'Inventari del Patrimoni Arquitectònic de Catalunya.

## Descripció
Situat dins del nucli urbà de la població de Cadaqués, formant cantonada amb la placeta de Marcel Duchamp i el carrer de Puig Vidal.
Edifici cantoner de planta rectangular, amb la coberta d'un sol vessant de teula i distribuït en planta baixa, dos pisos i altell. La façana orientada a la plaça presenta tres grans obertures rectangulars, una per planta, protegides amb persianes de lamel·les blanques. Els finestrals dels pisos presenten barana de ferro blanca també. La façana que dona al carrer Puig Vidal, per contra, presenta diverses finestres quadrades de mida petita, disposades a diferent nivell. El portal d'accés és molt senzill i rectangular. L'interior presenta espais grans i diàfans aptes per treballar. Destaquen les campanes de les llars de foc, de mida gran, i les escales de cargol de ferro, situades en un extrem de l'edifici.
La construcció està arrebossada i emblanquinada.

## Història
A partir dels anys 50 Cadaqués es va convertir en un centre cultural important, on es reunien personatges de la burgesia catalana i artistes internacionals de ressò. Aquests fets, juntament amb l'increment de turisme, varen comportar la construcció de noves cases d'estiueig i la reforma de les antigues introduint variacions lligades a les darreres tendències arquitectòniques, encara que conservant, globalment, l'estil arquitectònic tradicional.
L'escultora Mary Callery va encarregar la reforma d'aquesta casa als arquitectes Lanfranco Bombelli i Peter Harnden, per ubicar-hi el seu estudi de treball.